# Чемоданов, Николай Ильич
Никола́й Ильи́ч Чемода́нов (1917—1969) — советский геолог, один из первооткрывателей месторождений золота на Колыме и Чукотке и организаторов системы Северо-Восточного геологического управления. Кандидат геолого-минералогических наук, автор научных работ, посвященных геологическому изучению Чукотки.
Член ВКП(б) с 1943 года. Образ Николая Ильича послужил прототипом Чинкова — главного героя романа О. М. Куваева «Территория». Автор книг «В двух шагах от Северного полюса. Записки геолога» (1968) и неизданной — «Золото Чукотки». Его именем названа улица и микрорайон в Певеке.

## Биография
Родился в семье железнодорожника 6 (19 февраля) 1917 года в Пинске (Беларусь, в церковной книге записано «Лунинецкий приход, Пинск») в семье железнодорожного служащего. В 1922 году вся семья переехала сначала в Гомель, а затем в Бобруйск, где в 1934 году он оканчивает девятилетку. В 1934—1939 годах учится в МГРИ.
В 1939 году приехал на Колыму и в течение 10 лет работал в Тенькинском районе Магаданской области, где занимается поисками и разведкой оловорудных и золоторудных месторождений в тресте Дальстрой. Этот период деятельности завершается присуждением ему Государственной Сталинской премии. С 1949 по 1965 год Николай Ильич жил и работал на Чукотке. Сначала он был назначен на должность заместителя главного геолога Чаунского районного геологоразведочного управления, а с апреля 1950 года возглавил его. Под руководством Чемоданова были открыты месторождения: угля — «Долгожданное», ртути — «Пламенное» и месторождения олова.
С 1964 года непродолжительное время работал в Москве, руководил одним из отделов Министерства геологии РСФСР.
Умер 6 июня 1969 года в Москве. Похоронен на Котляковском кладбище.

## Семья
Дети: сыновья — Владимир, Николай, дочь — Ольга.

## Награды и премии
- Ленинская премия (1964) — за открытие и разведку крупных месторождений полезных ископаемых
- Сталинская премия первой степени (1951) — за открытие и разведку месторождений полезных ископаемых.
- орден Ленина (1963)
- орден Трудового Красного Знамени (1952)
- медали — За Победу над Германией в Великой Отечественной войне 1941—1945 гг.(1945), За трудовую доблесть(1951)
- Отличник Социалистического соревнования Министерства геологии и охраны недр СССР (1957)
- Отличник разведки недр (1965)